# 久留美 (三木市)
久留美（くるみ）は、兵庫県三木市にある大字。郵便番号は673-0411。

## 地理

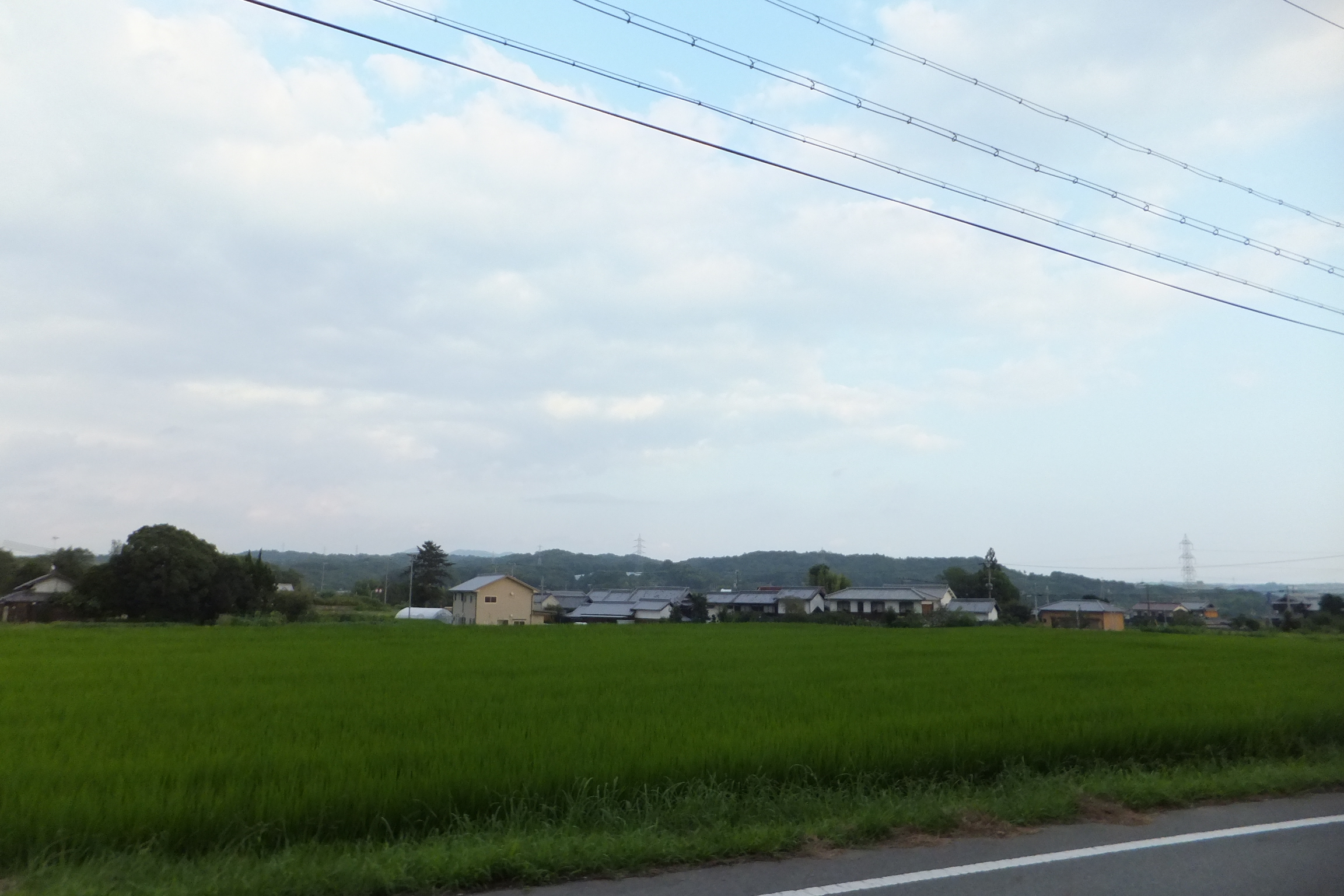
久留美の街並み

- 三木市街地の北側に位置し、美嚢川と志染川の合流点であり、丘陵部の麓にかけて集落がある。由来は「久米部」が居住していたことから、訛り、名付けられたのと皇子がしばらく留まっていたことから名付けられたのもある。各地区に公民館が設置されている。[1][2][3]東側は平井、細川町西、細川町脇川・西側は跡部・南側は与呂木、岩宮、府内・北側は小野市山田町、匠台と接している。

## 地区
5つの地区で構成されており、各地区に公民館が設置されている。
- 中筋 - 旧街道の面しているところに位置している。[3]
- 門前 - 慈眼寺の門前に面しているところに位置している。[3]
- 東 - 川沿いに位置している。[3]
- 上野 - 高台に位置している。[3]
- 皇子神 - 皇子山の周辺に位置している。由来は482年に市辺押盤王子の子（億計王・弘計王）が仮宮を建立した迎えたことから名付けられた。[3]

## 歴史
- 1951年3月15日 - 三木町に編入され、三木町大字久留美になる。[1]
- 1954年6月1日 - 三木市を新設し、三木市久留美になる。[1]

### 字域の変遷
| 実施前                   | 実施年        | 実施後                 |
| ------------------------ | ------------- | ---------------------- |
| 美嚢郡久留美村大字久留美 | 1951年3月15日 | 美嚢郡三木町大字久留美 |
| 美嚢郡三木町大字久留美   | 1954年6月1日  | 三木市久留美           |

## 施設
- 慈眼寺

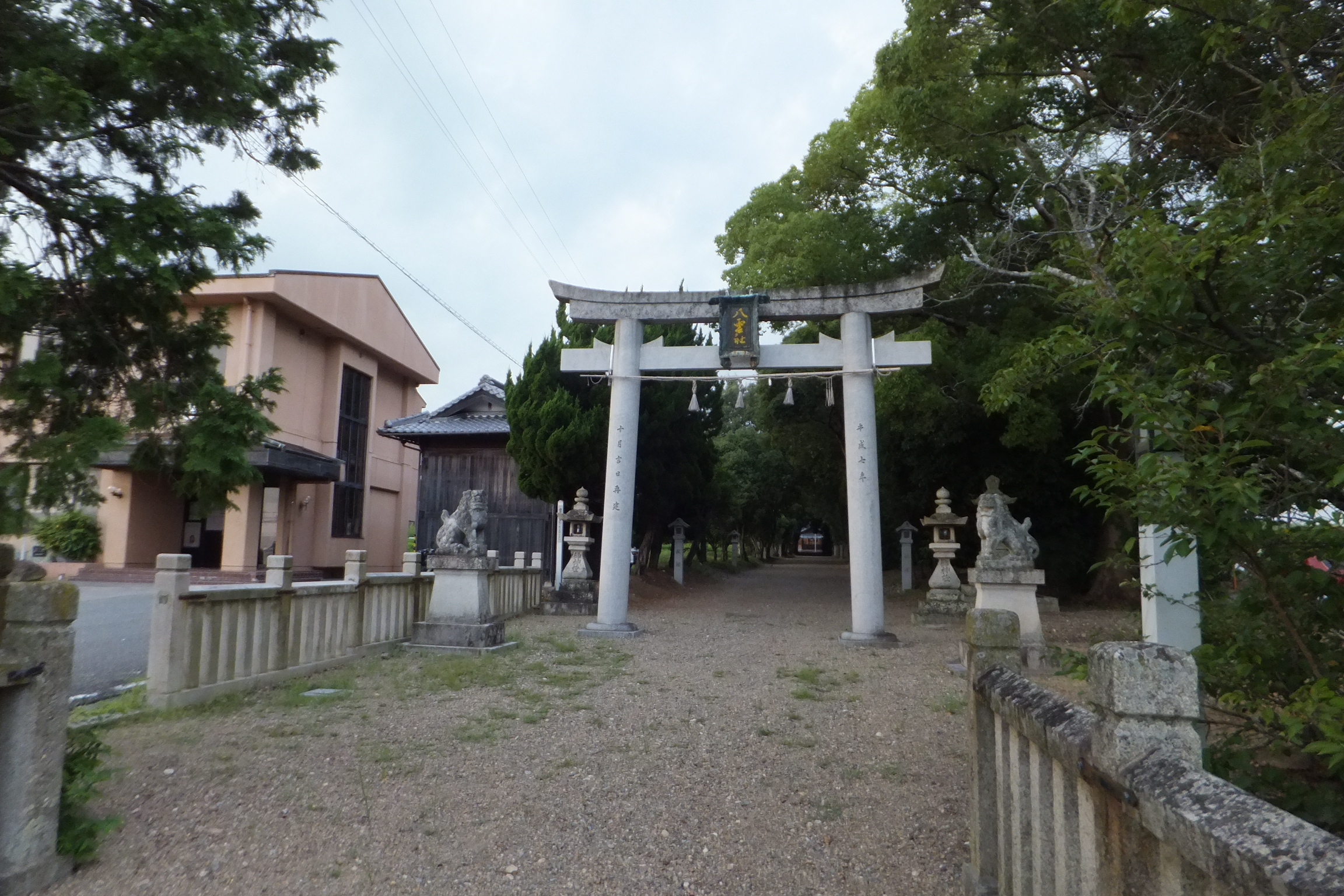
八雲社
- 春日神社
- 久留美公民館
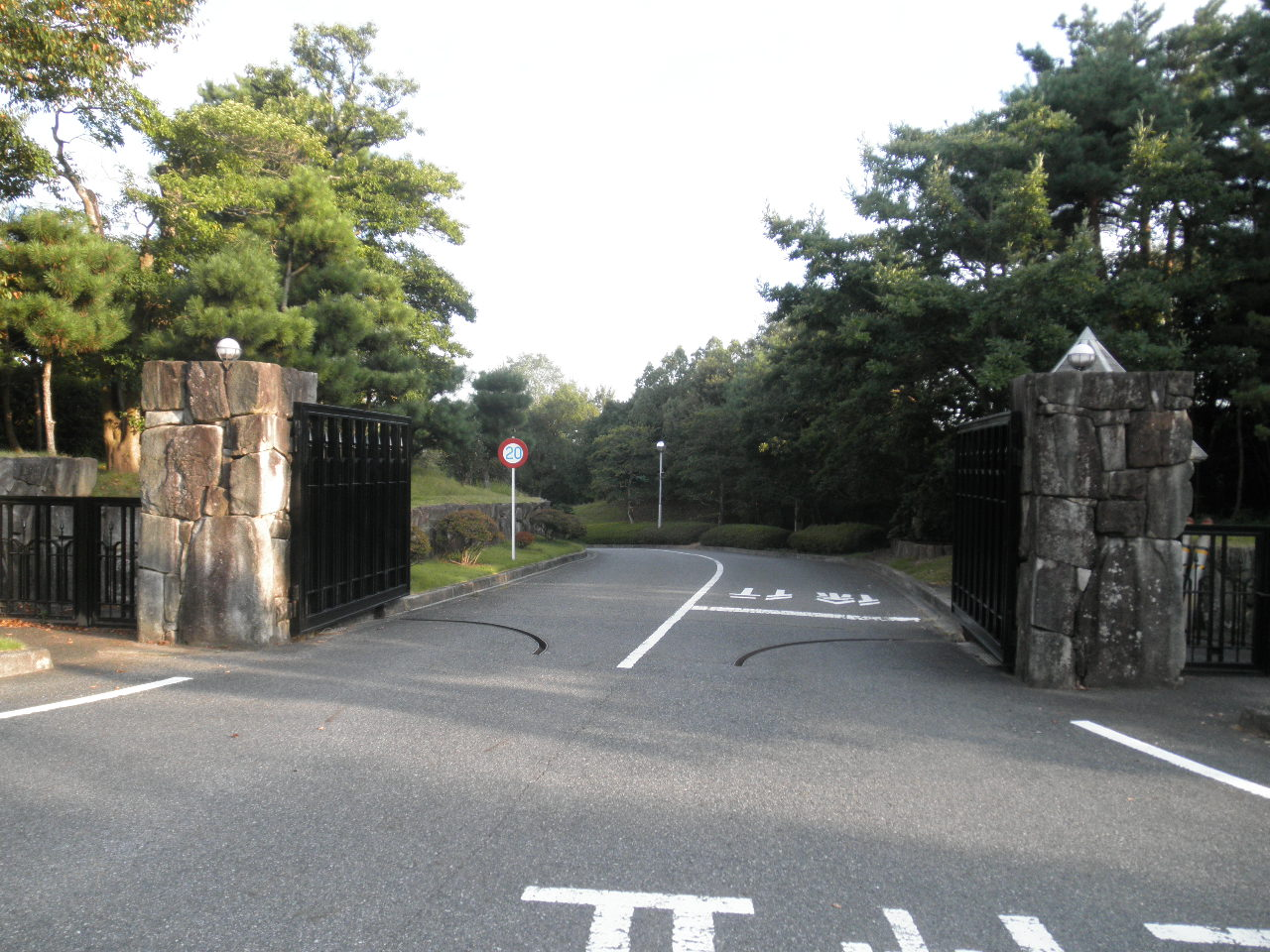
マスターズゴルフ倶楽部

- 八雲社
- マスターズゴルフ倶楽部

## 小・中学校の学区
| 大字   | 番地 | 小学校             | 中学校             |
| ------ | ---- | ------------------ | ------------------ |
| 久留美 | 全域 | 三木市立三木小学校 | 三木市立三木中学校 |

## 交通

### 鉄道
地内には鉄道は走っていない。

### バス
- 神姫バス
- みっきぃバス

### 道路
- 山陽自動車道（通過のみ）
- 兵庫県道20号加古川三田線
- 兵庫県道510号万勝寺久留美線

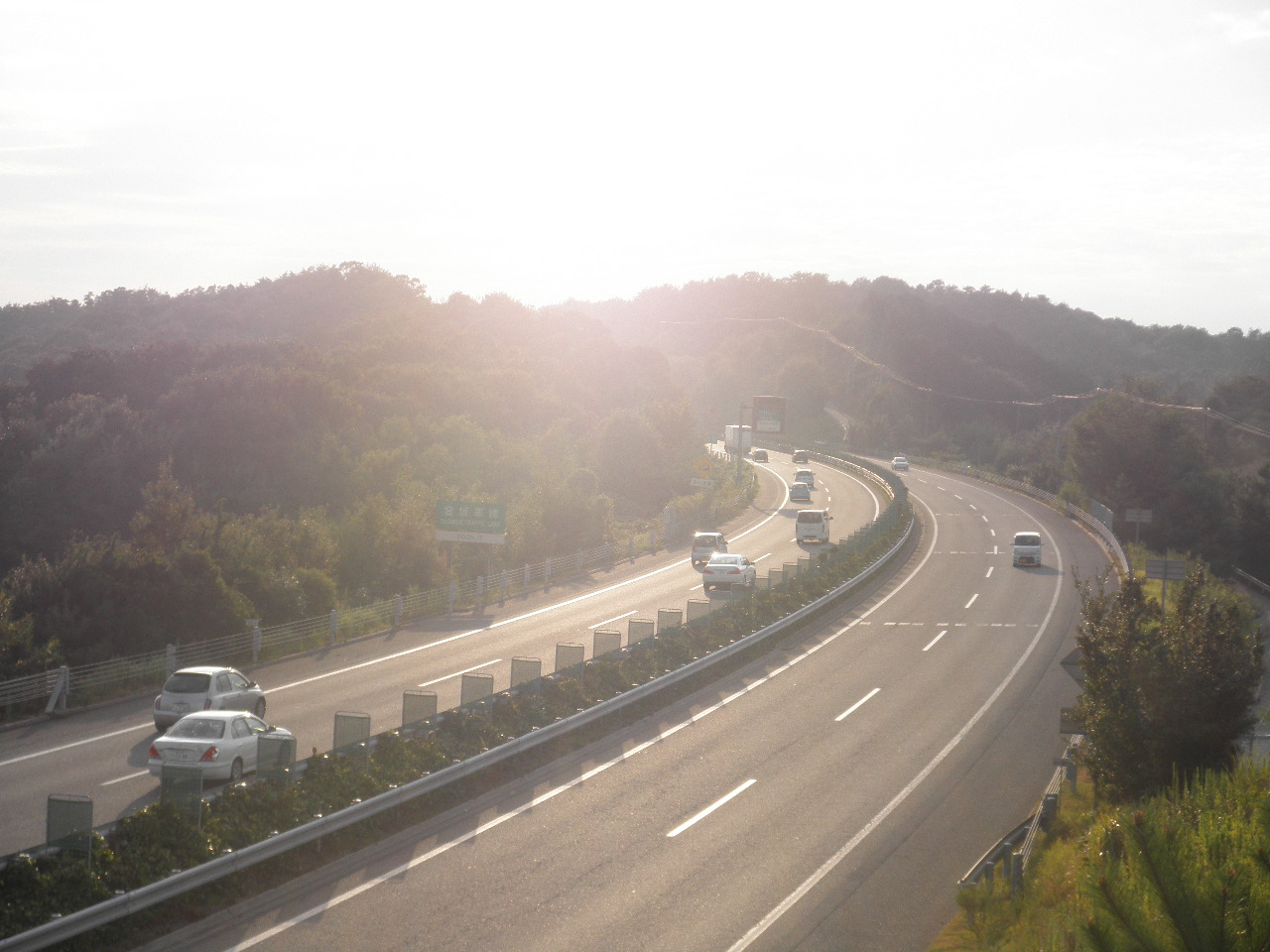
山陽自動車道
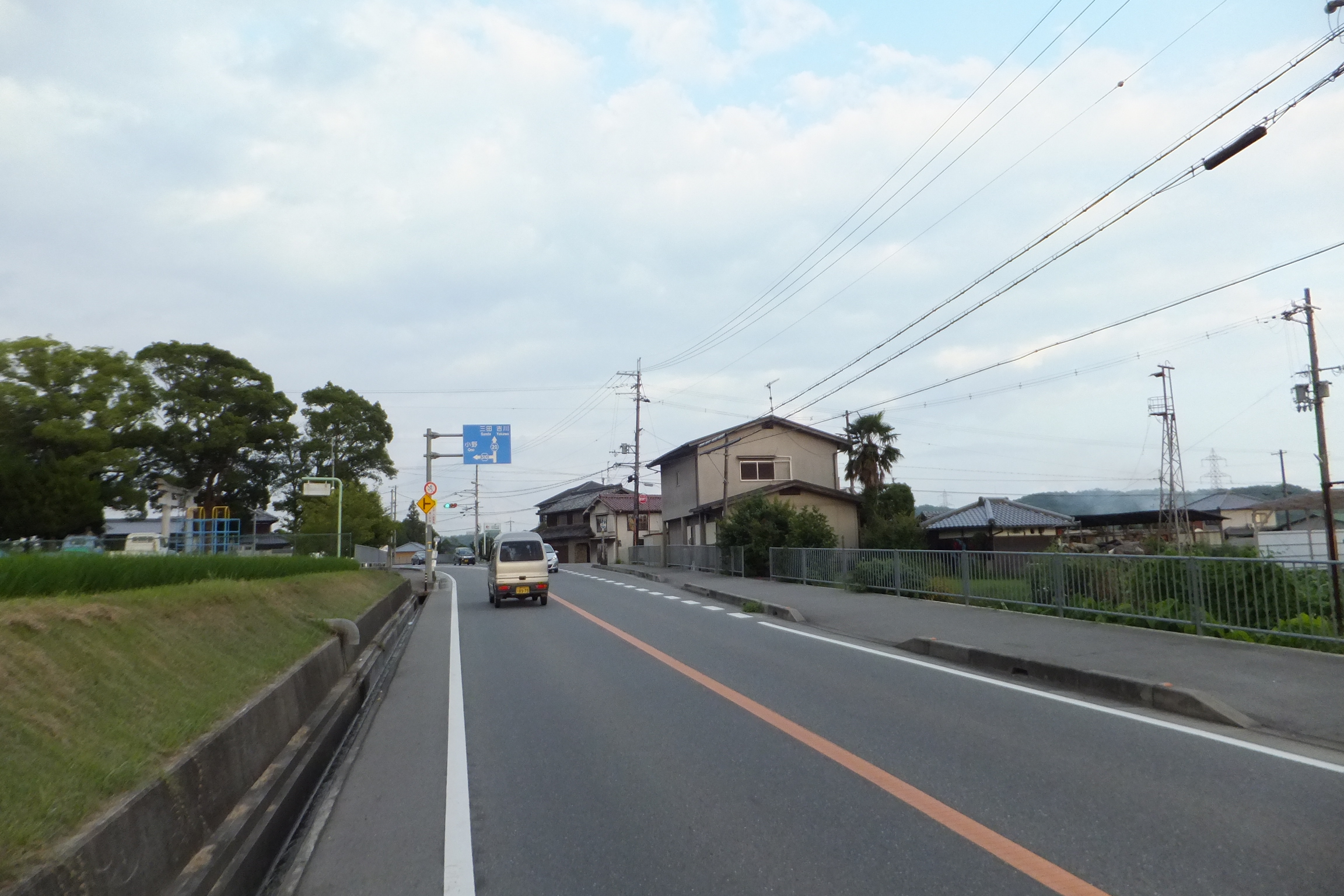
兵庫県道20号加古川三田線
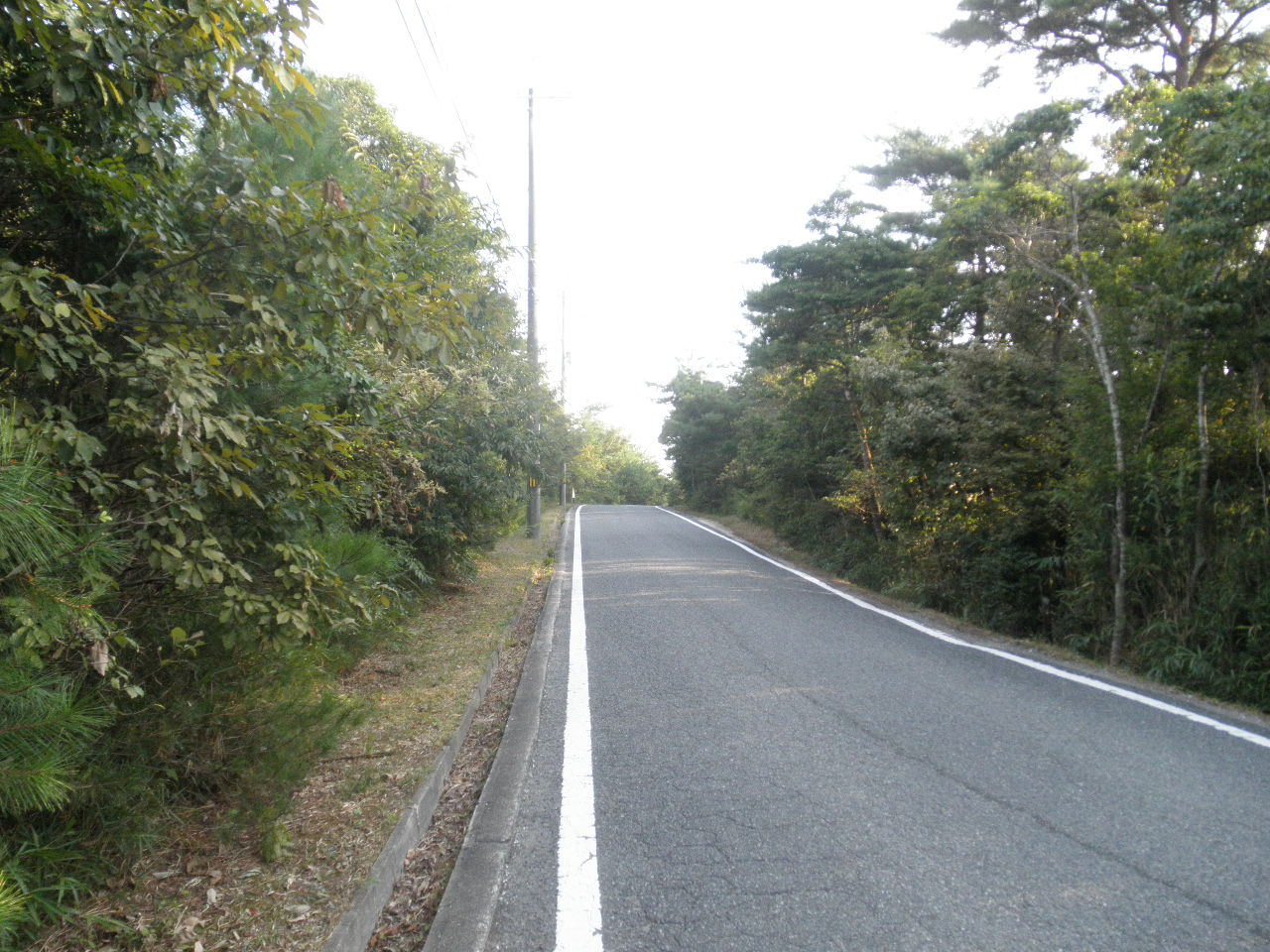
兵庫県道510号万勝寺久留美線